# Flabellopora elegans
Flabellopora elegans är en mossdjursart som beskrevs av d'Orbigny 1851. Flabellopora elegans ingår i släktet Flabellopora och familjen Biporidae. Inga underarter finns listade i Catalogue of Life.